# Sarima castanea
Sarima castanea är en insektsart som beskrevs av Melichar 1906. Sarima castanea ingår i släktet Sarima och familjen sköldstritar. Inga underarter finns listade i Catalogue of Life.